# کامران تجلی
کامران تجلی بازیکن فوتبال اهل ایران است. او سابقهٔ عضویت در باشگاه فوتبال پرسپولیس تهران در لیگ برتر فوتبال ایران را دارد.

## دوران باشگاهی
وی در فصل ۱۳۸۹–۹۰ از تیم جوانان پرسپولیس به تیم اصلی منتقل شد.

## آمار
| باشگاهی | باشگاهی  | باشگاهی       | لیگ  | لیگ | جام      | جام      | قاره | قاره | مجموع | مجموع |
| فصل     | باشگاه   | لیگ           | بازی | گل  | بازی     | گل       | بازی | گل‌   | بازی  | گل‌    |
| ایران   | ایران    | ایران         | لیگ  | لیگ | جام حذفی | جام حذفی | آسیا | آسیا | مجموع | مجموع |
| ------- | -------- | ------------- | ---- | --- | -------- | -------- | ---- | ---- | ----- | ----- |
| ۸۹–۹۰   | پرسپولیس | جام خلیج فارس | ۰    | ۰   | ۰        | ۰        | ۰    | ۰    | ۰     | ۰     |
| مجموع   | ایران    | ایران         | ۰    | ۰   | ۰        | ۰        | ۰    | ۰    | ۰     | ۰     |
| کل دوره | کل دوره  | کل دوره       | ۰    | ۰   | ۰        | ۰        | ۰    | ۰    | ۰     | ۰     |

- پاس گل

| فصل   | تیم      | پاس گل |
| ----- | -------- | ------ |
| ۸۹–۹۰ | پرسپولیس | ۰      |